# Reseda sphenocleoides
Reseda sphenocleoides är en resedaväxtart som beskrevs av Defl. Reseda sphenocleoides ingår i släktet resedor, och familjen resedaväxter. Inga underarter finns listade i Catalogue of Life.